# Lueders
Lueders és una població dels Estats Units a l'estat de Texas. Segons el cens del 2000 tenia 300 habitants.

## Demografia
Segons el cens del 2000, Lueders tenia 300 habitants, 125 habitatges, i 75 famílies. La densitat de població era de 186,8 habitants/km².
Dels 125 habitatges en un 30,4% hi vivien nens de menys de 18 anys, en un 46,4% hi vivien parelles casades, en un 8,8% dones solteres, i en un 40% no eren unitats familiars. En el 36,8% dels habitatges hi vivien persones soles el 20% de les quals corresponia a persones de 65 anys o més que vivien soles. El nombre mitjà de persones vivint en cada habitatge era de 2,4 i el nombre mitjà de persones que vivien en cada família era de 3,25.
Per edats la població es repartia de la següent manera: un 29,7% tenia menys de 18 anys, un 6,3% entre 18 i 24, un 20,7% entre 25 i 44, un 26,3% de 45 a 60 i un 17% 65 anys o més.
L'edat mediana era de 39 anys. Per cada 100 dones de 18 o més anys hi havia 78,8 homes.
La renda mediana per habitatge era de 26.058 $ i la renda mediana per família de 29.318 $. Els homes tenien una renda mediana de 25.341 $ mentre que les dones 15.000 $. La renda per capita de la població era de 13.877 $. Aproximadament l'11% de les famílies i el 15,6% de la població estaven per davall del llindar de pobresa.

## Poblacions més properes
El següent diagrama mostra les poblacions més properes.